# 火山ガス予報
火山ガス予報（かざんガスよほう）とは、日本において、火山の噴火などにより居住地に有毒の火山ガスが滞留することが予想されるときに発表される予報。伊豆諸島の三宅島を対象として、気象庁が2008年（平成20年）3月31日から運用を開始した。
気象庁が火山活動に関して発表している噴火警報や噴火予報とは別の情報として発表される。また、このほかに降灰予報がある。
2000年の噴火以来高濃度の火山ガスの噴出が長期間続いている三宅島では、「気象に関する情報」（気象情報）に付随して「火山ガスの広がりの見とおし」が提供されていた。火山ガス予報の開始によって、これが「予報」として確立された。気象業務法で定められた「予報」として扱われているが、今後は噴火警報などと同じように基準を定めて「警報」に格上げすることが検討されている。また当面のところは三宅島のみが対象であるが、将来的にはほかの火山も対象となる可能性があるとしている。
なお三宅島に対する発表は、島内のガス濃度低下により居住地への影響が及ばなくなったとして2015年11月30日をもって終了しており、以降2025年現在まで同予報は発表されていない。

## 火山ガス予報の発令基準と内容
火山ガス予報では、まず火山ガス濃度を測定するとともに火山ガス濃度の推定・予測を行う。そしてそのデータを、火山ガスを流す風のデータが入ったメソ数値予報モデルに入力し、火山ガスの移動方向と時間、濃度などを推定する。この情報から火山ガス予報を発表する。
発表の基準は、人が生活している居住地域でガスによる健康被害が発生するような、大量の火山ガスが発生した、または発生が予想される場合とされている。現在のところは、有毒な火山ガスが放出されておりその濃度が高い状態が続く場合というおおよその基準がある。
ほぼ毎日同じ時間に、3時間刻みで24時間後までの、火山ガスの濃度が高くなると予想される地域、風向・風速・雨の有無、さらに火口付近の風向・風速などの情報を提供している。

## 火山ガス予報と防災
火山ガスのうち、硫化水素、二酸化硫黄、塩化水素などは、動物にとっても人間にとっても有害であり、大量に吸引すると生命に危険が及ぶ。これらの火山ガスは、火山活動によって火口から噴出し、空気よりも重いため標高の低いほうへと流れていく。この火山ガスによる被害を軽減するため、火山ガスの予報体制が整えられ、三宅島で制度として確立された。三宅島では、島内をいくつかの地区に分け、多数の火山ガス濃度測定装置を設置し常時監視している。このデータと風などの気象データから総合的に判断することで、地区ごとに火山ガス濃度を予想することが可能となった。こういった制度は現在、観測網が整っている三宅島でしかできないため、三宅島のみが対象となっている。またこのほかの理由として、火山ガスが高濃度の状態が何年も続く中で、比較的濃度が低いときに島民が一時帰宅する機会を増やし、その際の安全性を確保するためということも挙げられる。